# 小松製作所
小松製作所（日语：株式会社小松製作所）是一間位於日本的重化工業產品製造公司，該公司在日本重化工業器材製造公司中排名第一，而世界排名則是第二名。
小松的主要產品包括起重機、推土機及挖掘機，也有為日本陸上自衛隊設計製造87式偵察警戒車、輕裝甲機動車及96式裝甲運兵車。
目前正在拓展日本以外的國際市場，例如：北美洲、南美洲，歐洲、獨立國協、西亞、非洲、東南亞、大洋洲以及中國等地。該公司名稱通常以羅馬字母「KOMATSU」來表示。「小松」之名來自於公司發祥地——位於現今石川縣小松市的北陸本線小松車站。
2017年4月5日，小松收購全球最大採礦裝備製造商久益环球（Joy Global），付出29亿美元，还要承担约9亿美元的债务。久益环球则从纽交所退市，成为小松的子公司并改名为小松矿业公司（Komatsu Mining）。其总部仍设在密尔沃基，P&H，Joy和Montabert品牌得以保留。